# شهرستان یامالسکی
شهرستان یامالسکی (به لاتین: Yamalsky District) یک شهرستان در روسیه است که در ناحیه خودگردان یامالو-ننتس واقع شده‌است.